# Xiphidiopsis inflata
Xiphidiopsis inflata är en insektsart som beskrevs av Shi, F-m. och Z. Zheng 1995. Xiphidiopsis inflata ingår i släktet Xiphidiopsis och familjen vårtbitare. Inga underarter finns listade i Catalogue of Life.